# Impactita

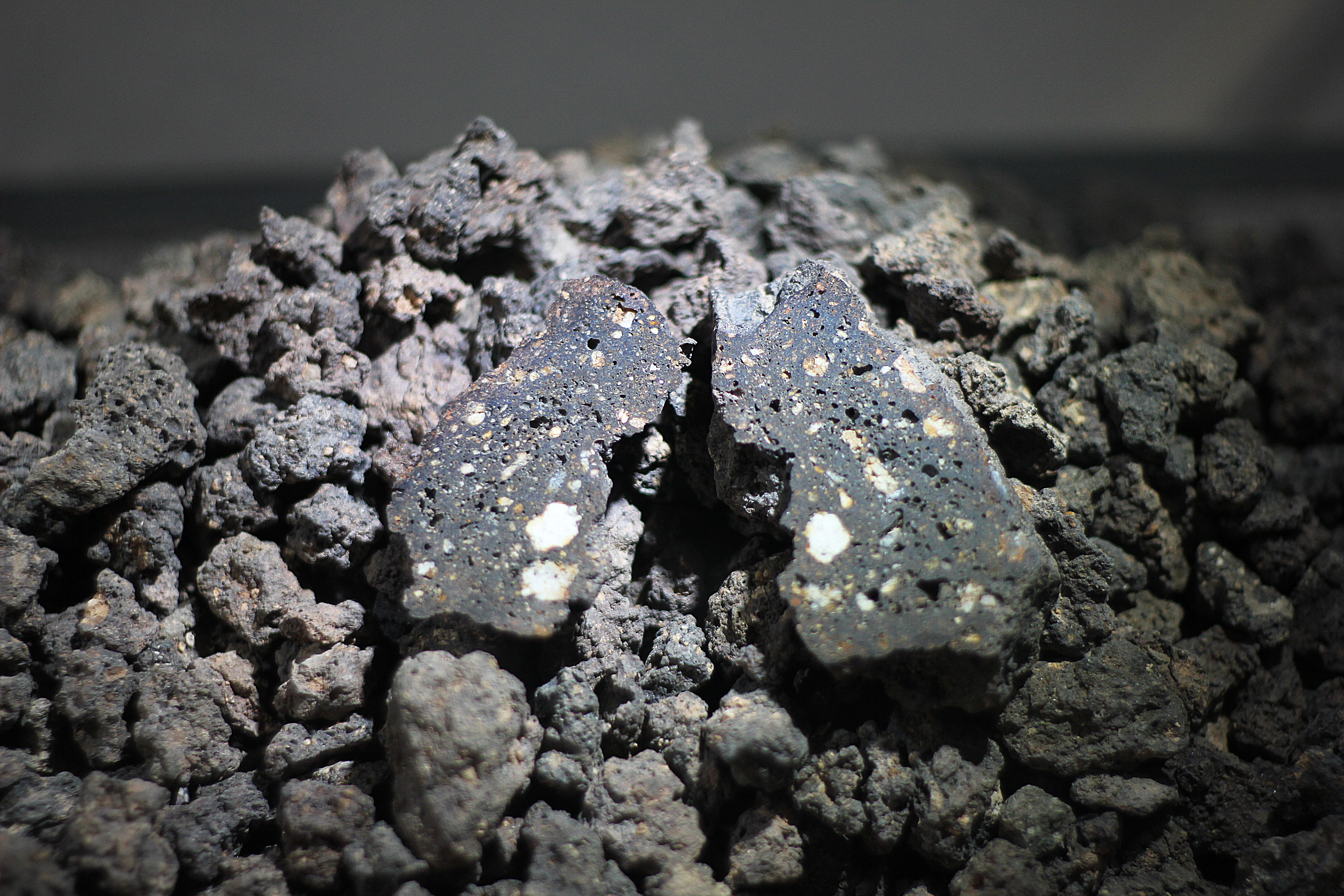
Un ejemplo de impactita en la Tierra

Impactita es una roca creada o modificada por uno o más impactos de un meteorito. Las impactitas se consideran rocas metamórficas porque sus materiales de origen fueron modificados por el calor y la presión del impacto. En la Tierra, las impactitas están formadas principalmente de material terrestre modificado, a veces con trozos del meteorito original.

## Creación
Cuando un gran meteorito golpea un planeta, puede deformar radicalmente las rocas y el regolito que golpea. El calor, la presión y el impacto del impacto transforman estos materiales en impactita. Solo los impactos muy masivos generan el calor y la presión necesarios para transformar una roca, por lo que raras veces se crean impactitas.

## Características
Las impactitas incluyen rocas objetivo metamorfoseadas por choque, derretimientos ( suevitas) y mezclas de ambas, así como rocas sedimentarias con componentes significativos derivados del impacto (granos minerales chocados, tectitas, firmas geoquímicas anómalas, etc. ). En junio de 2015, la NASA informó que se había detectado vidrio de impacto en el planeta Marte. Ese material puede contener signos conservados de vida antigua, si es que existió vida. Las impactitas generalmente se clasifican en tres grupos: rocas de choque, derretimiento por impacto y brechas de impacto.

### Rocas de choque
Estas han sido transformadas por el choque del impacto.

### Derretimientos por impacto
Cuando un meteoro golpea la superficie de un planeta, la energía liberada por el impacto puede derretir la roca y el suelo, adquiriendo el estado líquido. El líquido luego se enfría y se convierte en una masa fundida por impacto. Si el líquido se enfría y se endurece rápidamente hasta convertirse en un sólido, el vidrio de impacto se forma antes de que los átomos tengan tiempo de organizarse en una red cristalina. El vidrio de impacto puede ser de color marrón oscuro, casi negro y parcialmente transparente. A veces, el líquido enfriado forma una estructura cristalina. En ese caso, todavía se consideraría un derretimiento por impacto, pero no un vidrio de impacto.

### Brechas de impacto
Una brecha de impacto se forma cuando un meteoro rompe una roca y luego la vuelve a unir. Algunas brechas contienen derretimientos por impacto.

## Ejemplos de impactitas

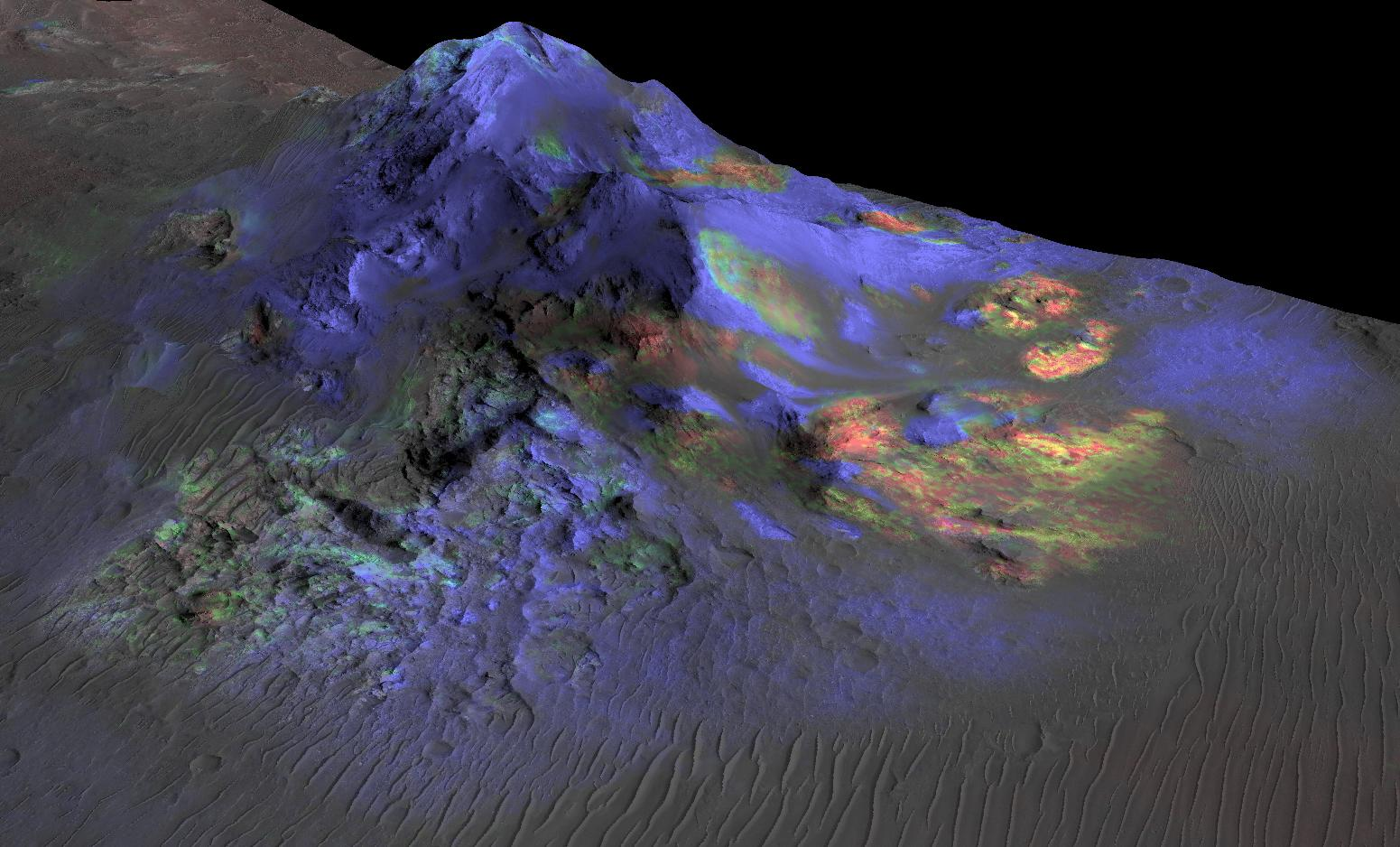
El cráter de Alga en Marte es un posible sitio de vida antigua preservada, después de la detección de un depósito de vidrio por impacto.

Se ha encontrado impactita, por ejemplo, en los siguientes cráteres de impacto:
- Impacto de bólido de Alamo (Devónico tardío) de Nevada
- Cráter de Alga en el planeta Marte[4]
- Cráter Barringer, Arizona.[6]
- Cráter Charlevoix de Quebec
- Cráter Darwin de Tasmania (fuente de vidrio Darwin)
- Lago Lappajärvi, Finlandia (fuente de kärnäita)
- Cráter Manicouagan de Quebec
- Cráter Neugrund de Estonia
- Ries de Nördlinger, Alemania
- Astroblema de Rochechouart, Francia
- Miembro de Stac Fada, Escocia
- Cráteres de Wabar, Arabia Saudita
- Supuesto cráter en el Desierto Líbico (fuente de vidrio líbico)